# Galaxian
Galaxian (ギャラクシアン?) è uno dei videogiochi arcade più famosi dell'anno 1979. Prodotto dalla Namco, fu il primo di una lunga serie di sparatutto a schermata fissa a tema spaziale. È il primo videogioco ad utilizzare la scheda madre Namco Galaxian e il primo ad avere una grafica basata sullo schema di colori RGB.
Venne pubblicato in conversioni ufficiali per numerose console e computer, oltre a ispirare molte varianti non ufficiali ed essere incluso in raccolte di classici come Namco Museum per piattaforme più moderne.

## Modalità di gioco
Il gioco riprende l'idea di fondo di Space Invaders. Il giocatore guida una astronave che si sposta solo a destra e a sinistra alla base dello schermo, e deve fronteggiare flotte di navicelle aliene che hanno la forma di insetti. La differenza principale rispetto a Space Invaders sono le traiettorie delle navi nemiche, più complesse ed imprevedibili.
Mentre il grosso della flotta ondeggia in cima allo schermo, sempre alla stessa altezza, periodicamente una o più navicelle in formazione se ne distaccano e piombano verso il basso, cercando di eliminare il protagonista sparandogli o speronandolo. Se non vengono distrutte, escono dal basso e ricompaiono in alto, riprendendo il loro posto nel gruppo principale. Gli alieni-insetto sparano anche in modo più preciso rispetto a Space Invaders, e il giocatore non può proteggersi in alcun modo dai proiettili nemici.
Per il giocatore non è possibile sparare a raffica, e bisogna aspettare che un colpo scompaia dallo schermo, centrando un bersaglio o uscendo in alto, prima di poterne sparare un altro.

## Storia
Galaxian nasce durante l'età dell'oro dei videogiochi arcade e, seppure con i suoi limiti, introduce qualche novità nel panorama videoludico, in particolare l'uso intenso dei colori e il movimento complesso dei nemici. 
In futuro la Namco raffinerà la formula con Galaga e continuerà con i successivi Gaplus, Galaga '88, Galaxian 3.
La nave ammiraglia nemica, che appare sempre in numero limitato in cima alla flotta e attacca insieme a una scorta di navicelle minori, divenne un'icona che fece molte apparizioni in altri videogiochi Namco, come Pac-Man e Dig Dug, nei quali rappresenta un bonus da raccogliere.

## Porting
- Console:
  - Atari 5200 (1982)
  - Arcadia 2001
  - Colecovision (1983)
  - Atari 2600 (1983)
  - Game Boy (1995) assieme a Galaga, nella raccolta Arcade Classic 3: Galaga / Galaxian
  - PlayStation (1996, "Namco Museum Vol.2")
  - Nintendo 64 (1999, "Namco Museum 64")
  - Sega Dreamcast (1999, "Namco Museum")
  - PlayStation 2 (2001, "Namco Museum")
  - GameCube (2002, "Namco Museum")
  - Xbox (2002, "Namco Museum")
  - Famicom

Una versione del gioco è presente anche in Ridge Racer per PSX.
- Computer:
  - Atari 800 (1982)
  - Sinclair ZX Spectrum (1982)
  - Commodore VIC-20 (1983)
  - MSX (1984)
  - Apple II